# 蓬塔杜索爾 (馬德拉)

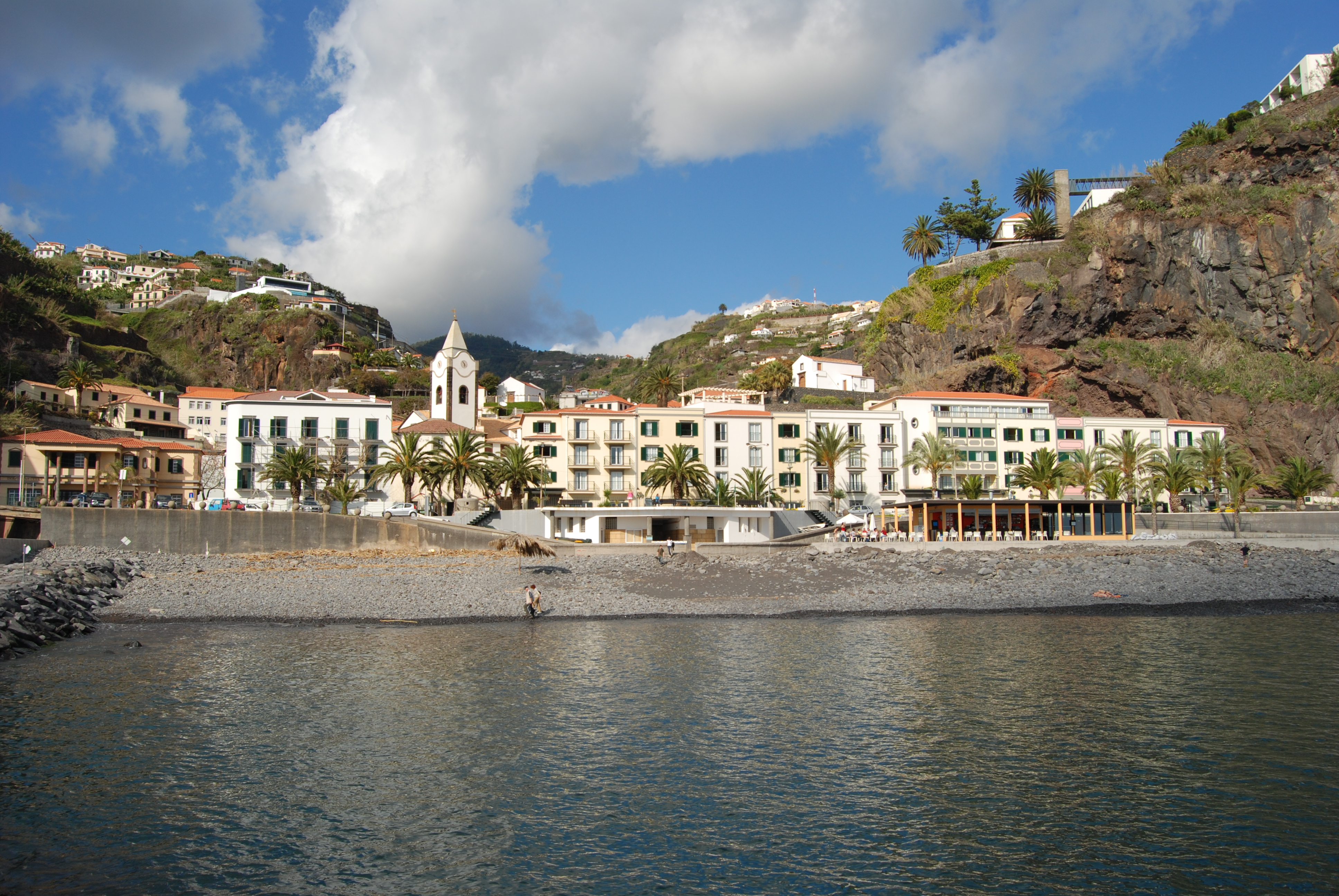

32°40′50″N 17°6′15″W / 32.68056°N 17.10417°W
蓬塔杜索爾（葡萄牙語：Ponta do Sol），是葡萄牙的城鎮，位於馬德拉島南部，始建於1425年，面積46.19平方公里，海拔高度34米，2011年人口8,862，該城鎮人口密度每平方公里191.86人。